# Rainforest Cafe
Rainforest Cafe è una catena di ristoranti a tema con boutique. 
Ogni ristorante è progettato per rappresentare l'atmosfera di una foresta pluviale tropicale, con relative piante (vere o artificiali), cascate, ruscelli e animali animatronici o reali se si tratta di acquari. Vi sono inoltre varie casse nascoste tra le piante che emettono suoni di uccelli ma anche di temporali tropicali, circa ogni 20 minuti. I ristoranti servono perlopiù piatti della cucina statunitense, altri a base di pesce oltre che cocktail e una vasta gamma di piatti esotici.
Il loro motto è "un luogo selvaggio dove fare shopping e mangiare".

## Storia

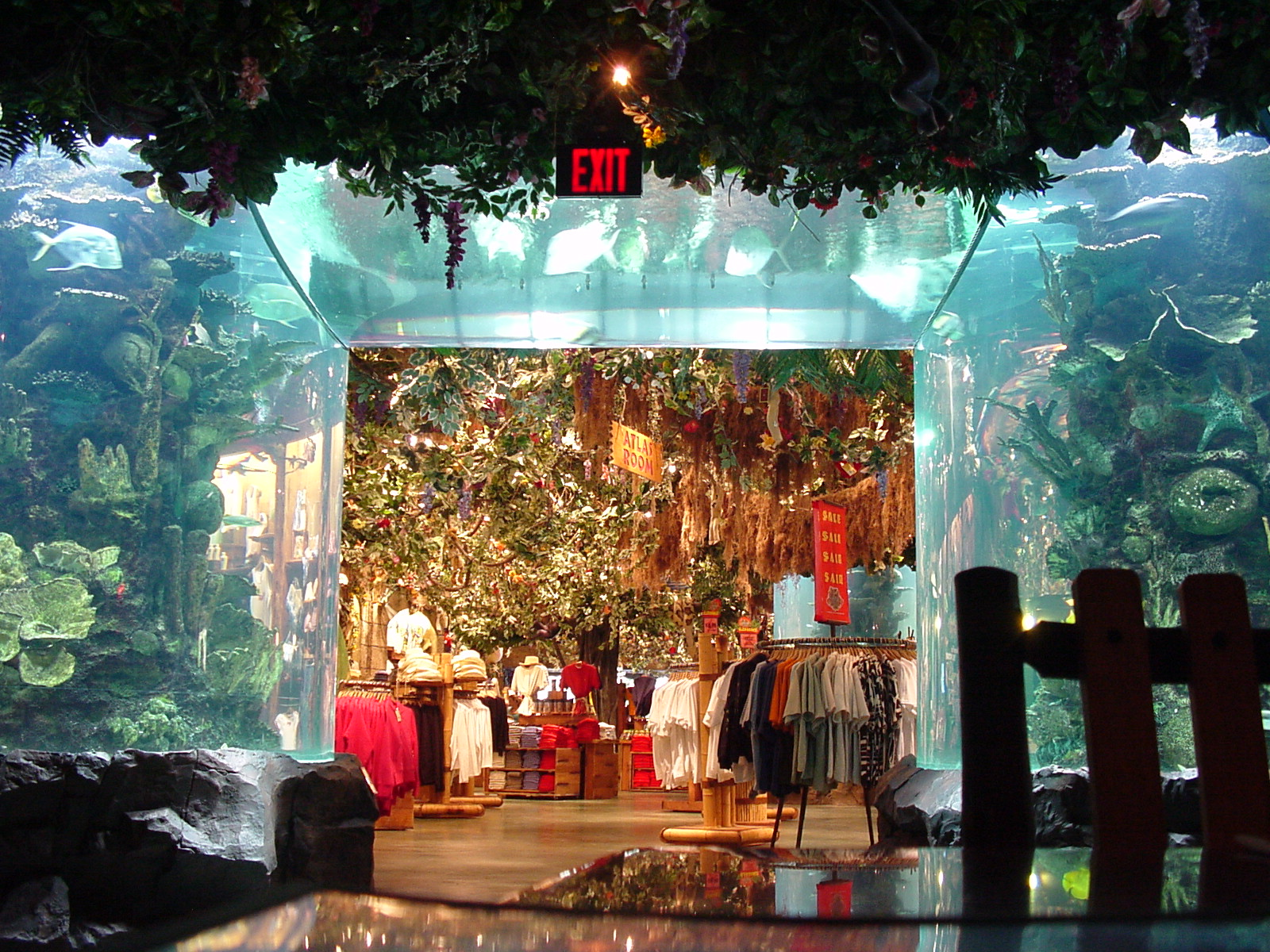
L'interno del Rainforest Cafe ad Animal Kingdom, nel Walt Disney World in Florida

Nel 1989, l'imprenditore Steven Schussler creò il prototipo di ciò che sarebbe diventato il Rainforest Cafe nella sua casa di Minneapolis trasformando la propria abitazione in una foresta pluviale artificiale che comprendeva piante, animali esotici come tartarughe, un babbuino, uccelli tropicali, un acquario, una cascata al coperto e formazioni rocciose, arrivando a spendere oltre 500 000 dollari per far diventare realtà il suo progetto. A corto di capitale, però, fu costretto a dichiarare bancarotta. Lyle Berman, co-fondatore di Grand Casinos, amò l'idea di Schussler e lo salvò così dalla crisi finanziaria diventando suo socio. La società venne fondata il 3 febbraio 1994 nel Minnesota, in ragione dell'apertura del primo ristorante nel Mall of America. Nel 1997, la catena aveva solo sei ristoranti, tutti negli Stati Uniti, ma già uno in un parco Disney. Nel 1998 i piani prevedevano la costruzione di altri dieci ristoranti negli Stati Uniti nell'anno, sette in Messico e cinque nel Regno Unito in dieci anni. Ma la catena non poteva svilupparsi come desiderava. Ha dovuto rinunciare a diversi progetti e chiudere alcuni ristoranti principalmente negli Stati Uniti. Alla fine del 2000, Rainforest Cafe fu acquisito da Landry's, una catena di ristoranti a tema con sede a Houston, in Texas. Questa società possiede anche la Fulton's Crab House, una delle quali si trova al Walt Disney World Resort.

## Menù
Il Rainforest Cafe servono soprattutto cibi della cucina statunitense, come hamburger, patate fritte e insalate, ma anche cibi che vanno dai frutti di mare, carne di manzo e pollo a pasta e pizza.

## Principali ristoranti
- I parchi Disney:
  - Downtown Disney a Disneyland Resort (California) (chiuso il 17 giugno 2018)[6]
  - Disney Village a Disneyland Paris (Francia)[3]
  - Ikspiari a Tokyo Disney Resort (Giappone)
  - Disney Springs a Walt Disney World Resort (Florida) aperto il 6 agosto 1996, su 2 900 m² e con 450 posti a sedere[7].
  - Disney's Animal Kingdom a Walt Disney World Resort (Florida)

Questi tre ristoranti Disney americani generano ufficialmente $ 80 milioni di entrate annuali.
- 16 altri posti negli Stati Uniti compresi quelli:
  - Mall of America aperto il 3 ottobre 1994 su 1 490 m² e con 295 posti a sedere.
  - Fisherman's Wharf a San Francisco (inaugurato nel maggio 2000; chiuso il 1º ottobre 2017)
  - MGM Grand Las Vegas a Las Vegas
  - in riva al mare ad Atlantic City
- in Canada tra cui Niagara Falls e lo Yorkdale Shopping Centre
- in Regno Unito a Londra in prossimità di Piccadilly Circus su Shaftesbury Avenue (chiuso nel 2022 e rinominato Jungle Cave)